# Easy Network
Radio Easy Network è un'emittente radiofonica con copertura pluriregionale (Veneto e Friuli-Venezia Giulia) con sede legale a Padova e studi a Noventa Padovana in Via Salata 58.

## Storia
L'emittente, nasce a Mestre con il nome di NovaRadio. Dopo essere stata acquistata dal Gruppo Radio Padova, la sede viene trasferita a Padova dove subisce il cambio di denominazione in NovaRadio Easy Network. Nel 2003 Maurizio Maressi, cede le proprie quote ad Alberto Mazzocco, per rilevare Bum Bum Energy.
Nel 2009 le radio del Gruppo Radio Padova si fondono con quelle della holding Company Group dando vita a Sphera Holding, gruppo radiofonico attivo nel Triveneto.

## Trasmissioni
Trasmette musica leggera anni 70, 80 e 90. Inoltre in passato ha trasmesso in diretta le partite di Udinese e Padova.